# Vorderreuth
Vorderreuth ist ein Gemeindeteil der Stadt Stadtsteinach im Landkreis Kulmbach (Oberfranken, Bayern). Vorderreuth liegt in der Gemarkung Schwand.

## Geografie
Das Dorf liegt auf einem Hochplateau des Frankenwalds. Eine Gemeindeverbindungsstraße führt nach Unterzaubach zur B 303 (1,8 km südlich) bzw. zu einer Gemeindeverbindungsstraße bei Schwand (1,9 km nordöstlich). Anliegerwege führen nach Eisenberg (0,6 km südlich) und Gründlein (0,4 km nordwestlich). Ein Wirtschaftsweg führt nach Osenbaum (0,3 km westlich).

## Geschichte
Gegen Ende des 18. Jahrhunderts bestand Vorderreuth aus 9 Anwesen (Jägerhaus, 5 Höfe, 2 Güter, 1 Tropfhaus). Das Hochgericht übte das bambergische Centamt Stadtsteinach aus. Das Kastenamt Stadtsteinach war Grundherr sämtlicher Anwesen.
Mit dem Gemeindeedikt wurde Vorderreuth dem 1808 gebildeten Steuerdistrikt Schwand und der im gleichen Jahr gebildeten Ruralgemeinde Schwand zugewiesen. Am 1. Januar 1974 wurde Vorderreuth im Rahmen der Gebietsreform in die Gemeinde Stadtsteinach eingegliedert.

### Baudenkmäler
- Marter

- Haus Nr. 12: Eingeschossiges, verputzt massives Wohnstallhaus des späten 18. oder frühen 19. Jahrhundert, mit Satteldach über hölzernem, profiliertem Traufgesims; der geteilte Vordergiebel oben verschiefert; Fenster- und Türrahmungen Sandstein, profiliert und geohrt.[8] Das Haus listete Karl-Ludwig Lippert in dem Buch Landkreis Stadtsteinach von 1964 als Kunstdenkmal auf. Es ist in der Denkmalschutzliste nicht aufgeführt, da es entweder nicht aufgenommen, abgebrochen oder stark verändert wurde.

### Bodendenkmal
- Burg Vorderreuth

### Einwohnerentwicklung
| Jahr      | 001818 | 001819 | 001861 | 001871 | 001885 | 001900 | 001925 | 001950 | 001961 | 001970 | 001987 |
| Einwohner |        | 57     | 83     | 84     | 73     | 65     | 58     | 105    | 53     | 53     | 46     |
| Häuser    | 11     |        |        |        | 11     | 11     | 9      | 10     | 9      |        | 11     |
| Quelle    | [ 6 ]  | [ 10 ] | [ 11 ] | [ 12 ] | [ 13 ] | [ 14 ] | [ 15 ] | [ 16 ] | [ 17 ] | [ 18 ] | [ 1 ]  |

## Religion
Vorderreuth ist katholisch geprägt und nach St. Michael (Stadtsteinach) gepfarrt.